# Heinersgrund
Heinersgrund ist ein Gemeindeteil der Gemeinde Bindlach im Landkreis Bayreuth (Oberfranken, Bayern). Heinersgrund liegt in der Gemarkung Ramsenthal.

## Geografie
Das Dorf bildet mit Bremermühle im Osten eine geschlossene Siedlung. Sie liegt am Bremermühlbach, der etwas weiter nordöstlich als linker Zufluss in die Trebgast mündet. Die Kreisstraße BT 14 führt nach Ramsenthal zur Staatsstraße 2183 (0,7 km nordöstlich) bzw. nach Hauenreuth (0,7 km südwestlich).

## Geschichte
Heinersgrund gehörte zur Realgemeinde Ramsenthal. Gegen Ende des 18. Jahrhunderts bestand Heinersgrund aus einem Anwesen. Die Hochgerichtsbarkeit stand dem bayreuthischen Stadtvogteiamt Bayreuth zu. Die Verwaltung Ramsenthal war Grundherr des Söldengütleins.
Von 1797 bis 1810 unterstand der Ort dem Justiz- und Kammeramt Bayreuth. Mit dem Gemeindeedikt wurde Heinersgrund dem 1812 gebildeten Steuerdistrikt Ramsenthal und der zugleich gebildeten Ruralgemeinde Ramsenthal zugewiesen. Am 1. Mai 1978 wurde Heinersgrund nach Bindlach eingemeindet.

### Einwohnerentwicklung
| Jahr      | 001819 | 001822 | 001861 | 001871 | 001885 | 001900 | 001925 | 001950 | 001961 | 001970 | 001987 |
| Einwohner | *      | 4      | 16     | 12     | 22     | 28     | 25     | 39     | 35     | 47     | 48     |
| Häuser    |        | 1      |        |        | 4      | 5      | 5      | 4      | 8      |        | 14     |
| Quelle    | [ 9 ]  | [ 6 ]  | [ 10 ] | [ 11 ] | [ 12 ] | [ 13 ] | [ 14 ] | [ 15 ] | [ 16 ] | [ 17 ] | [ 1 ]  |

## Religion
Heinersgrund ist evangelisch-lutherisch geprägt und nach St. Bartholomäus (Bindlach) gepfarrt.